# Nesofregetta fuliginosa
Nesofregetta fuliginosa е вид птица от семейство Hydrobatidae, единствен представител на род Nesofregetta. Видът е застрашен от изчезване.

## Разпространение
Видът е разпространен в Кирибати, Фиджи, Френска Полинезия и Чили.